# Yuxi
Yuxi (chinês: 玉溪, pinyin: Yùxī) é uma prefeitura com nível de cidade localizada na província de Yunnan, na República Popular da China.